# تاريخ الطب النفسي

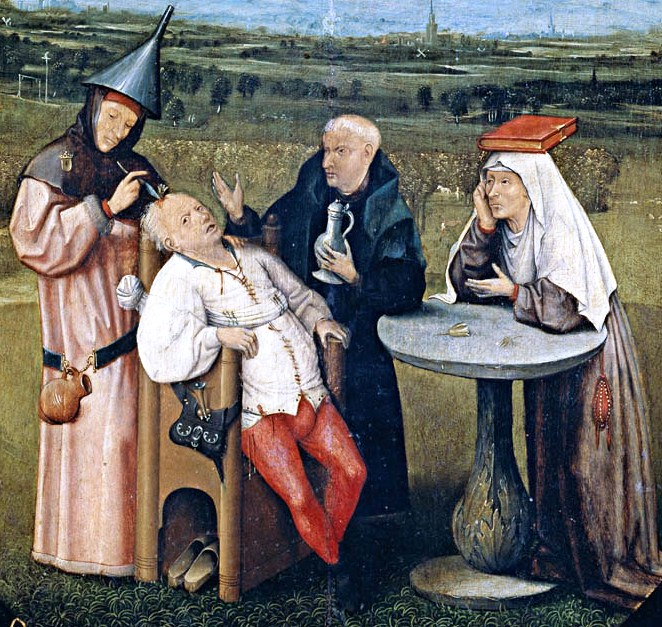
لوحة الرسام الهولندي هرومنيس بوش تجسد إحدى مراحل التعامل مع المرضى نفسياً

تاريخ الطب النفسي

## المس عند البدائيين
ليس هناك كبير شك في أن الإنسان البدائي قد خبر العناء والقلق والألم النفسي. لكن صفة البداية التي صبغت تطوره العقلي قد تكون السبب في أن قدرته على التمييز بين الحقيقي وغير الحقيقي، وبين الجسمي والنفسي وبين الشعور والتفكير كانت منعدمة أو على الأقل ضعيفة. والدراسات التي انصبت على القبائل البدائية في عصرنا الحديث وكذلك النتائج الأنتروبولوجية توحي بأن المرض العقلي كان قائماً موجوداً بالفعل عند الإنسان في عصر ما قبل التاريخ. ولعل المرض العقلي قد اتخذ عندئذ صورة تتوقف على المرتبة التي توصل إليها ذلك الإنسان من حيث تطوره العقلي، وعلى أنواع العناء والضغوط المرتبطة بصراعه من أجل البقاء، وعلى ما سمحت بوجوده الأنظمة الاجتماعية أو الحضارية البداية من موارد آنذاك.
كذلك تشير الجماجم المتبقية إلى احتمال وجود صور بدائية من الجراحة كانت تقوم على العلاج بالطقوس. وفي هذه الجراحات كانت الجماجم تثقب ثقوباً دائرية باستخدام ما تيسر من أدوات القطع الغليظة. وأغلب الظن أن القصد من وراء ذلك كان إخراج ما قد يكون هنالك من «أرواح شريرة» داخل المريض من خلال تلك الفجوة في الجمجمة.
ثم تقدم التطور المادي للإنسان، فأخذت تفسيراته للمرض تتجه بشكل واضح نحو الوجهة الشيطانية أو وجهة الجن والأرواح الشريرة، أي الاعتقاد بأن هناك أسباباً من خارج الجسم هي المسؤولة عن الظواهر. وكما أن القدامى من أهل الصين والمصريين والعبرانيين قد اتجهوا إلى الإيمان بالأرواح أو الآلهة ليفسروا عالمهم المادي من حولهم، نراهم قد لجأوا إلى الأرواح الشريرة والشياطين والمس من الجن لتفسير المرض.
فما دام المرض يعود في أساسه إلى روح ما وإن كانت شريرة، فلا بد منطقياً من أن يتأتي العلاج من قبل شخص له اتصال خاص بالأرواح أو الآلهة، وذلك هو الكاهن. وكثيراً ما كانت المحاولات الفجة لطرد الروح الشريرة تزيد من شقاء المريض لا من شقاء ذلك الشيطان أو المارد الذي سكن جسمه.

## الطب اليوناني الروماني (تفسيرات مبكرة)
انشغلت اليونان فيما قبل أبوقراط بفكرة المرض العقلي والأساطير: كان الجنون ينب إلى قوة الآلهة وتأثيرها.
وبفضل أبوقراط (460 – 357 ق.م تقريباً) حدث تغير ملحوظ في التفكير الطبي. كان رجلاً يؤمن بقيمة الملاحظة الحادة المنهجية، ولذلك فلا عجب أن قام بتسجيل الوصف الانطباعي الأول للمالنخوليا (باللاتينية: melancholia). أضف إلى ذلك أنه زودنا بأوصاف مكتوبة للجنون الذي يطرأ بعد الوضع، وللمخاوف المرضية أو الغريبة، ولحالات الهذيان المرتبطة ببعض أنوع السموم أو التلوث، ولبعض الحالات النفسية المرتبطة بأصل عضوي. وقد تمكن، خلال عمله الإكلينيكي من التعرف عل الهستيريا والهوس والصرع والتدهور العقلي. بل إن أبوقراط نفسه آمن بأن الإنسان يعكس العناصر الأربعة الأساسية في الكون (التراب والماء والنار والهواء). كان يقال إن السوائل في جسم الإنسان كمثل هذه العناصر: فالمرارة الصفراء مشتقة من التراب، والمرارة السوداء من الماء، والدم من النار، والبلغم من الهواء. والمرض العقلي نتيجة لاختلال التوازن بين سوائل الجسم.
أما علم النفس عند أفلاطون فقد عاد إلى أهمية القدسية، فالنفس العاقلة قدسية والنفس غير العاقلة حيوانية فانية وهي مصدر كل النزاعات والمشاعر وسبب الجنون أو عدم المعقولية.
أما أرسطو فقد رأى في سلوك الإنسان وتصرفاته مرتبة محددة في سلم يربط بينه وبين غيره من الكائنات الحية.
وإذا كان أبوقراط يمثل قمة الطب الإغريقي فإن جالينوس (130 – 200) كان ذروة العلم الروماني. وقد فصلت سبعة قرون بين هذين الرجلين الذين تشابهت أمزجتهما: فقد كان كل منهما شديداً في هجماته وقوي التعبير عن معتقداته وكان جالينوس توفيقياً أي شخصاً لا يدعو إلى نظرية واحدة ولا يرفض نظرية مفردة، وإنما يتخير ويجمع وينسق بين أحسن ما تراكم من المعرفة. كما يؤثر عن جالينوس انه رأى أن العضو أو الجزء المتأثر بالمرض قد لا يكون بالضرورة ذلك الجزء الذي يستقر فيه المرض.

## العصور المظلمة (عودة الاتجاه الروحي)
ولما مات جالينوس في سنة 200 ق.م، توقفت مسيرة التقدم في الطب، وعاد عمر الظلمة أو الجهالة الطبية والتفكير الخرافي القائم على التطير ليسود العالم المتمدن. فقد حرمت التعاليم اليونانية الرومانية بوصفها نوعاً من الوثنية، وعاد المرض العقلي ينظر إليه على أنه نوع من المس، ووضعت القوانين التي تنص على ضرورة إدانة ومحاكمة كل من تعرض للمس، وكل من يحاول علاجه.
وفي القرن الثالث عشر أدى الصراع بين التفسيرات الدينية والدنيوية للإنسان والمرض إلى تناقضات درامية. وانعكست هذه التناقضات بصفة خاصة في سلوك فريد ريك الثاني الذي وضع تعاليم التعليم الطبي التي لا تزال قائمة إلى اليوم.
فلما كان القرن الخامس عشر الميلادي، بلغت سيطرة الانفعالات الدينية على تفكير الأطباء والمشرعين حد الذروة. وأصبحت «الحقائق» تقوم، لا على الملاحظة الدقيقة والتحليل الموضوعي، ولكن على الوثائق الدينية من قبيل مطرقة الساحرات (باللاتينية: Malleus Maleficarum) وهو كتاب تمخضت عنه حماسة الباحثين عن شياطين الجن ويمثل نهاية المكاسب السابقة التي تم إحرازها في مجال الطب السيكاتري (النفسي). كانت العبارة البسطة «هذا مناف للإيمان الصحيح» تقضي بصفة نهائية على كل شك في وجود الشياطين أو الجن وفي أنها المسئولة عن الأعراض غير الإنسانية التي تظهر على المريض !
ولم تتوقف سيطرة الانفعالات الدينية المشوبة بالاعتقادات الماورائية، خلال تلك الحقبة، على تفكير الأطباء والمشرّعين فحسب، ولم تتوقف كذلك عند حدود حماسة الباحثين عن الشياطين أو مطاردي الساحرات، بل تجاوزتها لتشكّل مصادر إلهام أساسية للأدباء والفنانين، الذين اشتهر من بينهم الفنان الألماني البارز آلبرخت دورر، الذي أبدع رائعته الأشهر «ميلينكوليا 1» (باللاتينية: Melencolia I) التي استلهم فيها هواجس الكآبة السوداوية، مازجاً إياها برموز المعرفة الباطنية والعلوم. وهو عمل استلهمه حديثاً الفنان المصري ياسر منجي، في معرضه الذي أقيم بالقاهرة عام 2009 تحت عنوان مناخوليا.

## الطب النفسي في العصر الإسلامي
إذا بحثنا في توجه الإسلام للتعامل مع المرض العقلى، لوصلنا إلى مصدرين أساسيين يشكلان هذا التوجه، هما:
- لم تستخدم كلمة «مجنون» في القرآن للإشارة إلى الشخص الذي فقد عقله أوالشخص الذهاني، بل جاء ذكرها خمس مرات في القرآن تفسيراً لكيفية إدراك الناس للرسل والأنبياء. ذكرت كلمة الجنون في القرآن في وصف ما يلاحظه الناس على كل الأنبياء من شذوذ عن المعتاد وبعد عن المألوف، حين يبدأون دعوتهم التنويرية، وقد اقترنت الكلمة أحياناً بالسحرة أو الشعراء أو العلميين، وبشكل ما نجد أن هناك مضموناً إيجابياً للجنون، يزعزع النظرية المضادة للطب النفسي في تفسيرها للجنون، والتي ازدهرت في منتصف الستينيات.

وردت كلمة «مجنون» 11 مرة في القرآن:

﴿وَقَالُوا يَا أَيُّهَا الَّذِي نُزِّلَ عَلَيْهِ الذِّكْرُ إِنَّكَ لَمَجْنُونٌ ۝٦﴾ [الحجر:6]

﴿قَالَ إِنَّ رَسُولَكُمُ الَّذِي أُرْسِلَ إِلَيْكُمْ لَمَجْنُونٌ ۝٢٧﴾ [الشعراء:27]

﴿وَيَقُولُونَ أَئِنَّا لَتَارِكُو آلِهَتِنَا لِشَاعِرٍ مَجْنُونٍ ۝٣٦﴾ [الصافات:36]

﴿ثُمَّ تَوَلَّوْا عَنْهُ وَقَالُوا مُعَلَّمٌ مَجْنُونٌ ۝١٤﴾ [الدخان:14]

﴿فَتَوَلَّى بِرُكْنِهِ وَقَالَ سَاحِرٌ أَوْ مَجْنُونٌ ۝٣٩﴾ [الذاريات:39]

﴿كَذَلِكَ مَا أَتَى الَّذِينَ مِنْ قَبْلِهِمْ مِنْ رَسُولٍ إِلَّا قَالُوا سَاحِرٌ أَوْ مَجْنُونٌ ۝٥٢﴾ [الذاريات:52]

﴿فَذَكِّرْ فَمَا أَنْتَ بِنِعْمَةِ رَبِّكَ بِكَاهِنٍ وَلَا مَجْنُونٍ ۝٢٩﴾ [الطور:29]

﴿كَذَّبَتْ قَبْلَهُمْ قَوْمُ نُوحٍ فَكَذَّبُوا عَبْدَنَا وَقَالُوا مَجْنُونٌ وَازْدُجِرَ ۝٩﴾ [القمر:9]

﴿مَا أَنْتَ بِنِعْمَةِ رَبِّكَ بِمَجْنُونٍ ۝٢﴾ [القلم:2]

﴿وَإِنْ يَكَادُ الَّذِينَ كَفَرُوا لَيُزْلِقُونَكَ بِأَبْصَارِهِمْ لَمَّا سَمِعُوا الذِّكْرَ وَيَقُولُونَ إِنَّهُ لَمَجْنُونٌ ۝٥١﴾ [القلم:51]

﴿وَمَا صَاحِبُكُمْ بِمَجْنُونٍ ۝٢٢﴾ [التكوير:22]
- ويرجع أصل كلمة «مجنون» إلى كلمة «جن»، وكلمة «جن» في العربية لها مصدر واحد مع عدد من الكلمات الأخرى ذات المعاني المختلفة، ويمكن استخدامها للإشارة إلى الشيء المستتر أو الخفي، كالستار، والدرع. فالجن أحد مخلوقات الله الخفية المستترة، والجنين مستتر داخل الرحم، والجنة خفية لايمكن إدراكها، والمجنون ستار على عقله.

ولا يجوز أن نخلط بين الاعتقاد الخاطئ الحالي بأن المجنون هو من مسه الجن، ومفهوم العصور الوسطى عن الجنون، فالجن في الإسلام ليس بالضرورة شيطاناً، أي ليس بالضرورة مرادفاً للروح الشريرة، دائماً بل هو روح خارج دائرة قوانين الطبيعة المحسوسة أقل منزلة من الملائكة، فبعض الجن مؤمن ويستمع إلى القرآن ويساعد في اتجاه العدالة الإنسانية. وحيث إن الإسلام ليس موجهاً للبشر فقط ولكن إلى العالم الروحاني بأكمله. مما أثر على مفهوم المرضى العقليين والتعامل معهم، فحتى إن تملكهم الجن مجازاً فإن هذا الامتلاك قد يكون من قبل الأرواح الخيرة أو الشريرة، ومن ثم فلا مجال هنا لتعميم العقاب أو صب اللعنات أو تعذيب المرضى.
والى جانب النظرة إلى الجنون باعتباره مساً من الجن، نجد نظرة أخرى إيجابية حيث ينظر الناس إلى فاقد العقل باعتباره شخصاً مبدعاً خلاقاً جريئاً في محاولته لإيجاد بدائل لنمط الحياة الساكن. وبهذا المعنى فقط، وجهت تهمة الجنون إلى النبي محمد والأنبياء الآخرين. ونجد الفكرة ذاتها في المواقف
المختلفة من عدد من الغيبيات المعينة مثل الصوفية، حيث دفعت خبرات التمدد في الذات والوعي إلى نعتهم بالجنون، كذلك فإن مذكرات بعض الصوفية تعكس حدوث بعض الأعراض الذهانية، وكثير من المعاناة العقلية في طريقهم إلى خلاص النفس.
أما المفهوم الثالث للمرض العقلي، فهو نتيجة لعدم الانسجام أو ضيق الوعي الذي يتعرض له المؤمنون، ويرتبط بتزييف طبعية تكويننا الأساسي (الفطرة) وكسر انسجام وجودنا بواسطة الأنانية أو الاغتراب، الممثل جزئياً في افتقاد الاستبصار المتكامل، ويمكننا أن نفهم هذا المستوى أكثر إذا كان على معرفة بروح الإسلام، كأسلوب وجودي للحياة والتصرف والارتباط بالطبيعة والاعتقاد الدفين فيما وراء الحياة، والذي لا يجب بالضرورة أن يكون ما فوق الطبيعة.
ويعتمد المفهوم السائد عن المرض العقلى في مرحلة معينة على ما إذا كان الفكر الإسلامي المهيمن في تلك المرحلة يتميز بالتطور أو التأخر؛ فعلى سبيل
المثال نجد أن المفهوم السائد في مراحل التأخر هو ذلك المفهوم السلبي الذي يعتبر المربض العقلى ممسوساً بأرواح شريرة، في حين أن مراحل التنوير والإبداع
ترتبط بهيمنة مفهوم اختلال الانسجام مع المجتمع.
ولكي نفهم هذه الأبعاد الثلاثة لمفهوم المرض العقلى في الإسلام، وهي:
- المس.
- التجديد والتمدد في الذات.
- اختلال الانسجام أو ضيق الوعي.

يجب أن نلم بالمزايا التي تتمتع بها الفلسفة الإسلامية، وهي:
1. العلاقة المباشرة مع الإله دون الحاجة إلى وسيط؛ مما يجعل علاقة المسلم بالله علاقة مباشرة ملهمة، واثقة.
2. نظرة واقعية عملية لاحتياجات الجسد والروح، ذلك أن الانعزال والنكوص والزهد والتطير المثالي ليس من دعائم الإسلام.
3. تناسق الفروض والشعائر مع الإيقاع البيولوجي الدوري، مثل: الصلاة، الصيام، الوضوء، والهرولة بين الصفا والمروة.. الخ.
4. الاعتقاد في البعث والآخرة، وهو ما يفتح الباب لبحث لانهائي في معرفة وخلق الزمن والذات.
5. حرية إبداعية غير محدودة، تعيد تشكيل مستويات جديدة من الوعي.

لقد ذكرت النفس 185 مرة في القرآن كمصطلح عام للوجود الإنساني، كجسد وسلوك ووجدان وتصرف، أي كوحدة نفسية-جسمية كاملة. ولقد وجدنا توازناً مثيراً بين مراحل التطور البشرى السبع كما ذكرت في الصوفية والتطور النفسجنسى طبقاً لفرويد، وكذلك النفس اجتماعي طبقاً لأريكسون، كلاهما (الأخيران) ينتهيان دون ما وصلت إليه الصوفية. لقد ارتبط ظهور الإسلام بتغييرات جذرية في سلوك العرب، ولقد شاع أن تعرف مرحلة ما قبل الإسلام بعصر الجاهلية؛ ذلك أن تلاشي الحضارة العربية القديمة والتي استمرت ما يتجاوز ألفي عام، وامتدت إلى عصور الآشوريين والبابليين، جعل الناس ينظرون إلى المرض العقلى تحديداً باعتباره نتيجة للأرواح الشريرة والجن.
لقد دفع القرآن باعتباره قانوناً دينياً جديداً، بالمسلمين إلى أسلوب جديد في الحياة استبدل بشكل جذري النمط الحضاري للفترة السابقة عليه، ولسنا هنا في حاجة للتأكيد أن القرآن ليس بمرجع طبي، ولا يجوز قياسه بالقياسات الأكاديمية الحديثة، ولكن من وجهة نظر الطب النفسي نجد دلالة تاريخية مهمة في ذلك
الجزء من القرآن، الذي يتناول تفسير يوسف لحلم فرعون عن السبع بقرات السمان والسبع بقرات العجاف، وكذلك نجد القرآن دقيقاً حازماً بشأن بعض المشكلات الطبنفسية مثل الانتحار؛ إذ يقرّ بوضوح:

﴿وَلَا تَقْتُلُوا أَنفُسَكُمْ ۚ إِنَّ اللَّـهَ كَانَ بِكُمْ رَ‌حِيمًا﴾ [النساء:29]. 

وقد وجد أن لهذا النهي أهمية كبيرة أي الوقاية من الانتحار. كذلك نجد أن نسبة إدمان الكحول منخفضة في البلدان العربية، ولا يخلو ذلك من دلالة أن منع النبيذ جاء في القرآن على مراحل تدريجية، إذ ينص بداية على أن
 ﴿يَا أَيُّهَا الَّذِينَ آمَنُوا لَا تَقْرَ‌بُوا الصَّلَاةَ وَأَنتُمْ سُكَارَ‌ىٰ حَتَّىٰ تَعْلَمُوا مَا تَقُولُونَ﴾ [النساء:43]،
 ثم يليه ما يفيد أن الخمر هي رجس من عمل الشيطان:
﴿يَا أَيُّهَا الَّذِينَ آمَنُوا إِنَّمَا الْخَمْرُ وَالْمَيْسِرُ وَالْأَنْصَابُ وَالْأَزْلَامُ رِجْسٌ مِنْ عَمَلِ الشَّيْطَانِ فَاجْتَنِبُوهُ لَعَلَّكُمْ تُفْلِحُونَ ۝٩٠﴾ [المائدة:90]
 ثم أخيراً النهي عن الخمر تماماً
﴿إِنَّمَا يُرِيدُ الشَّيْطَانُ أَنْ يُوقِعَ بَيْنَكُمُ الْعَدَاوَةَ وَالْبَغْضَاءَ فِي الْخَمْرِ وَالْمَيْسِرِ وَيَصُدَّكُمْ عَنْ ذِكْرِ اللَّهِ وَعَنِ الصَّلَاةِ فَهَلْ أَنْتُمْ مُنْتَهُونَ ۝٩١﴾ [المائدة:91]. 
 وتركزت فلسفة النهى في أن احتساء الخمر والمقامرة كليهما يؤديان إلى العداوة والكراهية بين الناس، ويلهيهم عن الصلاة، وقد امتد تحرم الخمر فيما بعد بالقياس ليتناول المسممات والمخدرات الأخرى.
وقد كان لتركيز الرسول على العلاقة بين العوامل النفسية والأمراض الجسمية أهمية خاصة، وقد اتضح ذلك جلياً في قوله ما يفيد بأن الكروب المتراكمة تؤثر على وظائف الجسد. وقد كان لتعاليم المعالج الكبير الرازي أعمق الأثر على الطب العربي والأوروبي، ومن أهم كتاباته «المنصوري» وكتاب «الحاوي». ويتكون الكتاب الأول من عشرة فصول. تتضمن وصفاً لأنواع الأمزجة المختلفة، ويعتبر دليلاً متكاملاً في مجال الخلقة تدل على الخلق، أما كتاب «الحاوي» فيعتبر أكبر موسوعة طبية أصدرها طبيب عربي، وقد تُرجمت إلى اللاتينية عام 1279 م، ونشرت في عام 1486 م، وتعتبر أول كتاب إكلينيكي يعرض الشكاوى والعلامات والتشخيص المفارق والعلاج المؤثر للمريض. ويعدها بنحو مائة عام، ظهر كتاب «القانون» لابن سينا، والذي يعتبر كتاباً تعليمياً يتميز بالتصنيف الأفضل والترتيب الذهني والتوجه المنطقي، وقد قدر له أن يمثل أساس التعليم الطبي في أوروبا لعدة قرون. وقد جاء بعد «القانون» عملٌ آخر لا يقل روعة، ألا وهو كتاب «الملكي» لعلي عباس الذي يعتبر مثل «الحاوي» للرازي عملاً خالداً في مجال التنظير والممارسة في الطب.

## الثورة السيكياترية: غلبة التفكير العقلي على البحث عن الشياطين
بدأت أقلام عدد من العلماء غير الأطباء تظهر أول الاهتمام بالدراسة العلمية الحقة للسلوك. وقد ظهرت كلمة «علم النفس» للمرة الأولى في مخطوطات رودوف غوكل (بالألمانية: Rudolph Göckel) سنة 1590 (في كتابه «Psychologia»)، ومخطوطات أوتو كاسمان (بالألمانية: Otto Casmann) (في كتابه «Psychologia Anthropologica») تدعو إلى العودة إلى وجهات النظر الإنسانية إلى البشرية. كذلك ساعد فرانسيس بيكون (1561-1626) في وضع اتجاه جديد يقوم على الفصل بين العقل والروح. وذهب إلى أن للعقل خصائص ووظائف مرتبطة بالجسم لا بالروح، وان عقل الإنسان يمكن دراسته من خلال المناهج الامبيريقية لا الميتافيزيقية، وأصبح العقل الآن حراً له كيانه المستقلّ بحيث يدرس لذاته، لا لنبين الطبيعة المقدسة للإنسان.

## القرن السابع عشر – عوده الفرض العضوي
بقي كثير من الأوروبيين يؤمنون بحقيقة المس من الجن وبوجود التحالف الخفي بين الإنسان والشيطان. ففي مدينة لودن (بالفرنسية: Loudun)‏ حاولت راهبة ضئيلة الحجم في «دير أرسولين» تدعى «الأخت جين» (بالفرنسية: Jeanne des Anges)‏ أن تكسب عطف قسيس جديد جذاب يدعى «الأب أوربين غرانديه» (بالفرنسية: Urbain Grandier)‏ كانت قد سبقته إليها شهرته في العشق فاستولت عليها وتملكتها. فلما صدها القس عنه أخذت الأخت جين تحدث غيرها من الراهبات بأنها ترى في منامها الأب جرانديه يراودها عن نفسها. الأمر الذي ترتب عليه أن أخذت الراهبات الأخرى ات يرين لمنامهن نفس الرؤيا. ثم سرعان ما تفشت حالة من التشنج والتقلصات بين الراهبات، وكانت الأخت جين نفسها تتقلب على الأرض تصرخ وتصك أسنانها بينما الشيطان يجدف ويفحش في القول من فمها. واتهم الأب جرانديه وأدين على أنه المسئول عن هذا المس الذي أصاب الراهبات، وأُحرِق حياً. ثم استُدْعِيَ عدد كبير من الرجال المقدسين للتخلص من الشياطين ولكن في غير طائل. وكان من هؤلاء رجل يقال له «الأب جان جوزيف سورا» (بالفرنسية: Jean-Joseph Surin)‏ حاول جاهداً ولكنه خر صريعاً هو كذلك في آخر الأمر.

## القرن الثامن عشر: التصنيفات وحركات الإصلاح تتزايد
سادت في القرن الثامن عشر الرغبة في التنظيم والتصنيف إلى مقولات منظمة تصنيفات الأمراض. وقد كان جورج ستال (1660-1773) - ذلك الرجل الذي اتصف بشدة التشبث بآراثه وبالعناد - أول من قسم المرض العقلي إلى نوع له أصل عضوي، وأنواع لها أصول وظيفية أو نفسية. ثم قدم غيره من الناس تصنيفاتهم حتى كثرت التصنيفات التشخيصية بما يتضمنه ذلك من التمييزات الدقيقة.
كذلك نجد من بين الأطباء المتحمسين من يكتب مؤلفاً من ثلاثة أجزاء يتضمن ثلاثمائة وستا وعشرين صفحة مخصصة لتحديد الصور المختلفة للمرض العقلي.
أضف إلى ذلك أن فورة الحماس هذه تمثل مع ذلك نشأة الطب العقلي بوصفه فرعاً متخصصاً من دراسة الطب.
وبعد الثورة الأمريكية بسنتين، ظهر نوع فريد جديد من العلاج كان السبب في شفاء بعض الحالات بصورة درامية في كل من فيينا وباريس، ذلك أن آنتون مسمر (بالألمانية: Franz Anton Mesmer) (1734-1815) كان يجلب الشفاء بأن يدفع بالناس إلى «أزمات» تتمثل في التقلصات المفاجئة، ونوبات البكاء وشفافية الرؤية.
مع انه في ذلك الوقت كلفة لجنة لتقصي حقيقة الطريقة المسمرية التي كانت تسمى التنويم المغناطيسي، وقد أظهرت اللجنة كذب إدعاءات ميسمر فقد كان رجلا جشعاً يبحث عن الثراء، مع ذلك ظلت المسمرية تسحر أوروبا اربعين سنة بسبب جاذبيتها الدرامية، وما يبدو من قدرتها على الشفاء المعجز، وبسبب مسمر نفسه. فقد كان مسمر شخصية جماهيرية لها خطرها. حيث ابتكر طريقة التنويم المغناطيسي.

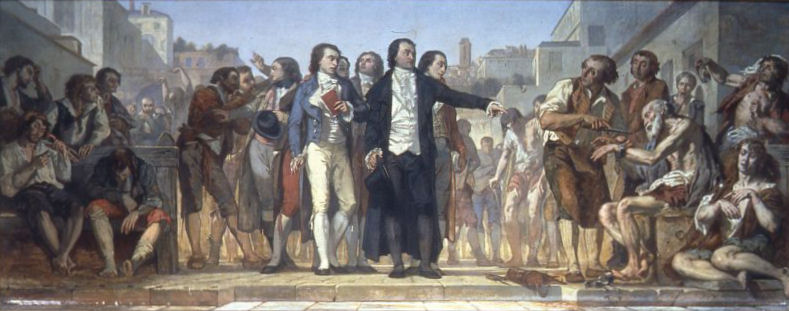
الطبيب النفسي فيليب بينيل يسلم مجنونا إلى مستشفى بستر لو كريملان في عام 1793. عرض اللوحة «تشارلز لوي موييه» في بهو الأكاديمية الوطنية للطب في باريس.

## القرن التاسع عشر
مدرسة نانسي :
أحد الأطباء الفرنسيين اسمه ليبو، الذي يرجع كثير من الناس الفضل له مع بريد في إنشاء العلاج النفسي وقد ساعدا على الكشف عن معظم اسرار الهستيريا.
مدرسة سالبتريير :
كان شاركوت (1825 – 1893) مديرا لمدرسة سالبتريير التي عرف عنها تأكيدها للتفسيرات العضوية للهستيريا والتنويم المغناطيسي. وتعد هذه المدرسة أول مركز للدراسات الجامعية العليا في بحال تعليم الطب العقلي بصفة رسمية كما تمكن شاركوت من القضاء التام آخر الأمر على التفكير الخرافي القائم على التطير الذي تميز به الاتجاه الشيطاني وذلك حين قدم تفسيرا سيكولوجيا لظاهرة المس. ذهب شاركوت إلى أن الأمارات التي تفسر خطأ على أنها دليل عل الإصابة بالمس من الجن هي في حقيقتها أعراض للهستيريا. كما أكد من ناحية أخرى إيمانه بأن الهستريا تعود إلى اضطرابات عضوية، وأن ظواهر التنويم المغناطيسي هي نفسها أعراض لإختلالات عضوية.

## القرن العشرون: كشوف ثورية
من الصعب تحديد أو تصنيف ما أسهم به القرن العشرون بدقة، أما من حيث التشخيص فيمكن ذكر التطورات التالية:
- «النظريات السيكودينامية» عند سيغموند فرويد.
- التسليم بتعدد العوامل المحددة للمرض (البيولوجية والاجتماعية) التي دعا إليها ماير (Meyer) [من؟]
- التحليل للعلاقات بين الأشخاص الذي تقدم به سوليفان (Sullivan)[من؟] والذي يناقض به مفهوم «وحدة كيان المرض» (disease entity concept) ثم الأدلة الطبية التي تؤيد وجهة النظر التي تقول بأن العوامل العضوية هي التي تسبب المرض العقلي من قبيل الكشف عن بكتيريا حلزونية تسبب الزهري وجنون الشلل العام، ثم تواتر الأدلة على احتمال وجود عوامل وراثية عن طريق دراسات التوائم التي قام بها كالمان (Kallman)[من؟] واكتشاف اختلالات في الصبغيات في حالات التأخر العقلى فقد قدم سيغموند فرويد نظريته عن التحليل النفسي (الهو والانا والأنا الأعلى).

وكان إيفان بافلوف العالم الروسي هو من وضع نظرية الاستجابة الشرطية. ويعد هذا القرن العشرين الذي يحوي العديد من العلماء عصر نهضة الطب النفسي بحق.

## محطات هامة في تاريخ الطب النفسي
1822 نظرية بابيل الخاصة بالصرع.
1838 نظرية أسكيرول المتعلقة بالهوس الأحادي.
1842 نظام كونللي القاضي بعدم احتجاز مرضى العقول.
1845أول مرة ينشر نظام دعا إليه غريسنجر يقضي بعلاج مرضى العقول وفق أسس علمية.
1847أساليب مالينوفسكي في الطرق الاجتماعية الخاصة بعلاج مرضى العقول
1866 نشر نظرية سيكونوف المتعلقة بانعكاسات المخ.
1869أول وصف يظهر عن حالات العصاب التخشبي وقد ذكره كالبوم.
1872أول وصف ينشر بخصوص صغر الجمجمة بشكل شاذ ودراسات تتناول ذلك قام بها ميزرفسكي.
1874بيتز يكتشف الخلايا الهرمية والتصاعد الهرمي لخلايا المخ.
1875 جاكسون يكتشف الصرع البؤري.
1880 كاندسكي ينشر نظريته عن الهلوسات الوهمية.
1882إجراء أولى المحاولات الخاصة بالبحوث الفلسجية الخاصة بالذهانات.
1887أول وصف للذهان العصابي المتعدد جاء به كورساكوف.
1890 نشر نظرية أهرنفيل الخاصة بعلم نفس الجشتالت.
1892 دراسات بك عن الخرف المبكر.
1893فرويد يلخص طريقته التي ابتدعها في التحليل النفسي.
1849 فوندت ينشر دراساته عن علم النفس التجريبي.
1895 كونك يقدم عرضاً عن طريقته في إحداث الثقب الصدعي لعلاج بعض الأمراض العقلية المستعصية، كطريقة عيادية.
1896 كرابلن ينشر تصنيفه للأمراض الذهانية.
1903بافلوف يكتشف الإنعكاسات الشرطية.
1903بينيه يعلن عن إيجاده اختبارات الذكاء وتطبيقها في المجال الطبي.
1904 جانيه يعلن عن نظريته المتعلقة بالوهن النفسي (نظرية الإعياء العقلي)، والإنهاك الذي يلحق بالنفس.
1906أول تطبيق لطريقة الجراحة العصبية يجريها بيوسوب.
1906الإعلان عن نظرية شرنغتون الخاصة بالتكامل في مجال انتظام عمل الأعصاب والجسم بوجه عام.
1906 ماير يعلن عن مفهوم بيولوجية النفس، أو البيولوجية النفسية. 1907 الزهايمر يصف طرائق البحوث التشريحية الخاصة بالخرف المبكر والخرف المتأخر1911بلولير يصف الفصام (الشيزوفرينيا).
1911 نشر قانون كانن الخاص بفسيولوجية الإنفعالات.
1912ادلر يعلن نظريته التي أسماها علم النفس الفردي.
1913 واطسون يعلن عن نظريته السلوكية. 1913 يونغ يعلن عن نظريته الخاصة بعلم النفس التحليلي.
1917أيكونو يصف نظريته الخاصة بالتهاب الدماغ السباتي.
1918 داندي يخترع طريقة جديدة للرسم الهوائي للدماغ.
1920أول مرة يطبق فيها العلاج عن طريق إعطاء العقاقير المنوّمة، وهي طريقة أوجدها كلاوت.
1921 تطبيق اختبارات رورشاخ على الشخصية.
1923العمل بنظام العيادات الخاصة بالطب النفسي في موسكو.
1924أولى التجارب يجريها بيرغر على عملية تخطيط دماغ الإنسان.
1932بافلوف ينشر نتائج تجاربه التي أجراها خلال عشر سنوات تتعلق بالدراسة الموضوعية لنشاط المراكز العصبية العليا عند الحيوانات فقادته إلى الانعكاسات الشرطية.
1933 نشر دراسات أجراها غانوسكين تتعلق بالسيكوباتية الاكلينيكية واحصائياتها، ودينامياتها، وأنساقها.
1934 ساكيل يقترح طريقةً للعلاج عن طريق الصدمة بالانسولين.
1935 فون ميديونا يقترح طريقة جديدة لعلاج التشنجات العصبية.
1936 مونيز يقترح طريقة لجراحة الفص الجبهي.
1938 سيرليتي يقترح طريقة للعلاج بطريقة الصدمة الكهربائية.
1950 كاربنتر يقترح طريقة جديدة للعلاج النفسي بالعقاقير المصنعة خصيصاً لهذا الغرض.